# Songs from the Superunknown
Songs from the Superunknown är Soundgardens fjärde EP, utgiven den 21 november 1995.

## Låtförteckning
Alla låtar är skrivna av Chris Cornell, där intet annat anges:
1. "Superunknown" (Cornell, Kim Thayil) – 5:06
2. "Fell on Black Days" (video version) – 5:26
3. "She Likes Surprises" – 3:17
4. "Like Suicide" (acoustic) – 6:11
5. "Jerry Garcia's Finger" (Matt Cameron, Cornell, Ben Shepherd, Thayil) – 4:00

## Medverkande
- Matt Cameron – trummor
- Chris Cornell – sång, kompgitarr
- Ben Shepherd – basgitarr
- Kim Thayil – sologitarr